# يوسوكي ماتسودا
يوسوكي ماتسودا (باليابانية: 松田 悠佑) (23 أبريل 1991 في كيوتو في اليابان – )؛ هو لاعب كرة قدم ياباني سابق كان يلعب كلاعب وسط.

## وصلات خارجية
- يوسوكي ماتسودا على موقع رابطة كرة القدم اليابانية للمحترفين (اليابانية)